# Ta’anit Esther
Ta’anit Esther (dt. Esther-Fasten) ist ein jüdischer Fasttag, welcher auf den 13. Adar (Februar/März) fällt und auf den das Purimfest folgt. Ist der 13. Adar ein Schabbat, wird das Esther-Fasten auf den Donnerstag (11. Adar) vorverlegt.
In der durch den Historiker Heinrich Graetz gründlich erforschten Fastenrolle gehört der 13. Adar zu den 35 Gedenktagen, an denen Fasten verboten ist. Bereits in talmudischer Zeit scheint dieses Verbot jedoch nicht mehr in Geltung gestanden zu haben.
Der Brauch, in Erinnerung an die im Buch Ester beschriebenen Ereignisse einen Fasttag zu halten, ist hingegen erst seit gaonäischer Zeit bezeugt. Der 13. Adar wurde als der Tag des Sieges über die Feinde Israels gewählt. Es handelt sich um den Tag, an dem sich die Juden einst sammelten und an dem gebetet und gefastet werden soll und Megillat Ester gelesen wird.
Die Vorschriften für das Taanit Esther sind praktisch die gleichen wie für die anderen öffentlichen Fastentage wie das Fasten Gedalja, das Fasten am 10. Tewet und am 17. Tammus. Das Fasten beginnt früh morgens vor Sonnenaufgang. Beim Minchagebet findet auch die Zeremonie zum Andenken an den „halben Schekel“ statt, der gezahlt wurde, als der Tempel noch stand: In einen tiefen Teller in der Synagoge werden drei besondere Münzen gelegt, die diesen Namen tragen. Drei Münzen, um damit an Esters Bitte an das ganze in der Zerstreuung lebende jüdische Volk zu erinnern, drei Tage lang zu fasten und reuige Umkehr zu halten, um sich auf das erflehte Wunder vorzubereiten.
Wie bei anderen jüdischen Festen, an denen unvermittelt die Freude unterbrochen wird, um der Toten zu gedenken, ist auch der Übergang vom Fasten, dem Taanit Esther, zur Freude des Purimfestes sehr unvermittelt. Nach Ansicht der jüdischen Gelehrten soll man auch in diesem Fall daran erinnert werden, dass es auf dieser Welt keine Freude gibt, in die sich nicht eine Spur von Trauer mischt.

## Datum
Der 13. Adar fällt auf folgenden Tag im gregorianischen Kalender:
| Jüdisches Jahr | Gregorianisches Datum |
| -------------- | --------------------- |
| 5784           | 21. März 2024         |
| 5785           | 13. März 2025         |
| 5786           | 2. März 2026          |